# Franstalige Wikipedia
De Franstalige uitgave van Wikipedia is in maart 2001 van start gegaan. Begin 2014 telde de Franstalige Wikipedia meer dan meer dan 1.500.000 artikelen. Meer dan 60% van de Wikipedianen is uit Frankrijk afkomstig. Vervolgens komen België, Canada en Zwitserland.

## Tijdlijn
Aantal artikelen:
| Datum             | Aantal                |
| ----------------- | --------------------- |
| 23 maart 2001     | officiële installatie |
| 19 mei 2001       | eerste bewerking      |
| 15 mei 2003       | 10.000                |
| 26 januari 2004   | 25.000                |
| 29 augustus 2004  | 50.000                |
| 23 april 2005     | 100.000               |
| 4 december 2005   | 200.000               |
| 4 juni 2006       | 300.000               |
| 27 november 2006  | 400.000               |
| 28 mei 2007       | 500.000               |
| 28 december 2007  | 600.000               |
| 30 augustus 2008  | 700.000               |
| 14 januari 2009   | 750.000               |
| 6 mei 2009        | 800.000               |
| 14 januari 2010   | 900.000               |
| 21 september 2010 | 1.000.000             |
| 28 april 2014     | 1.500.000             |
| 8 juli 2018       | 2.000.000             |
| 3 maart 2023      | 2.500.000             |